# Ladra
 (mars 2022).
Pour l’article homonyme, voir Feira da Ladra.
Ladra (ou Ladhra) est un druide primordial de la mythologie celtique irlandaise. Surnommé « l’Ancien », il est un des navigateurs ou pilotes qui ont amené le peuple de Cesair en Irlande.

## Mythologie
Selon le Lebor Gabála Érenn (le « Livre des conquêtes d’Irlande »), Bith se serait vu refuser une place dans l’Arche de Noé avant le Déluge. Sa fille Cesair prend le commandement d’une expédition composée de cinquante femmes et de trois hommes : Bith lui-même, Fintan et Ladra son frère. Après une navigation qui dure sept ans, ils débarquent dans l’île 2958 ans avant Jésus-Christ (ou 2361 ans selon les sources), en un lieu nommé Dún na mBarc’ (Bantry Bay dans le Comté de Cork). C’est le premier peuple de l’histoire mythique d’Érenn.
Les trois hommes épousent toutes les femmes, dix-sept pour Fintan (dont Cesair), dix-sept pour Bith et seize pour Ladra, mais celui-ci meurt d’avoir trop goûté leurs charmes. Il est enterré à Ard Ladrann.
Il est le premier amant et le premier mort de l’île, il représente la fertilité et la mort.
Le rapprochement avec la tradition biblique est un rajout tardif, dû aux clercs irlandais qui ont retranscrit le mythe au Moyen Âge.

## Sources
- (en) Harry Mountain, The Celtic Encyclopedia (volume V – page 771), Universal Publishers, 1998,  (ISBN 1-58112-893-2)